# Fritz Morgenthaler
Pour les articles homonymes, voir Morgenthaler.
Fritz Morgenthaler, né le 19 juillet 1919 à Oberhofen am Thunersee et mort lors d’un voyage à Addis-Abeba, le 26 octobre 1984, est un neurologue et psychanalyste suisse.

## Biographie
Fritz Morgenthaler est le deuxième enfant du peintre Ernst Morgenthaler et de l'artiste et créatrice de poupées Sasha Morgenthaler. Il fait ses études de médecine et obtient son diplôme de médecin en 1948. Il se spécialise en neurologie et est assistant à la policlinique de Prijedor dans l'actuelle Bosnie-Herzégovine, en 1946, puis à la policlinique de neurologie de l'université de Zurich de 1946 à 1951.  
Il se forme à la psychanalyse et exerce cette activité en cabinet à Zurich à partir de 1952. Il est membre du comité de la Société suisse de psychanalyse (1956-1977). Il est cofondateur de l'Association zurichoise de psychanalyse. Morgenthaler a participé aux Psychoanalytischen Seminars Zürich et est l'auteur de nombreux livres psychanalytiques (en dehors de ceux écrits en collaboration avec Paul Parin). Il est également artiste-peintre et jongleur.
Ses travaux personnels se sont particulièrement focalisés sur le rêve, l'homosexualité et la technique psychanalytique. Fritz Morgenthaler a beaucoup réfléchi sur l'articulation entre concepts politico-sociaux d'inspiration marxiste et le fonctionnement psychique.

## Publications
- Der Traum, Fragmente zur Theorie und Teknik der Traumdeutung, Éd. Paul Parin, Francfort, 1986, 212 p.